# ルイーズ・ド・ベルジック

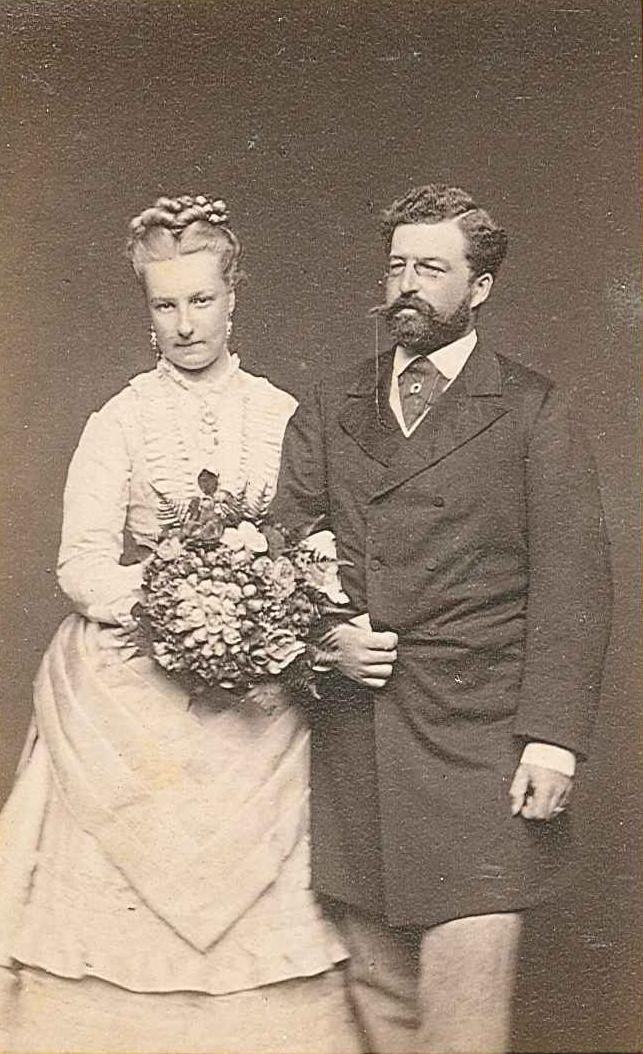
ルイーズと夫のフィリップ公子、結婚した1875年に撮影した写真

ルイーズ・ド・ベルジック（フランス語: Louise de Belgique, 1858年2月18日 - 1924年3月1日）は、ベルギーの王族。ベルギー王レオポルド2世とその王妃マリー・アンリエットの間の長女。オーストリア皇太子妃ステファニーの姉。同族の又従兄にあたるザクセン＝コーブルク＝ゴータ公子およびコハーリ侯フィリップに嫁いだ。
ドイツ語名はルイーゼ・フォン・ベルギエン（Louise von Belgien）。

## 生涯
ルイーズは1875年、同族の又従兄にあたるザクセン＝コーブルク＝コハーリ家のフィリップ公子と結婚した。フィリップはオーストリア＝ハンガリーの大領主の嗣子であり、父レオポルド2世は娘の結婚でプロイセンとの同盟関係にひびが入ると考えて難色を示したが、母マリー・アンリエットはフィリップが自分の出身国ハンガリーの貴族であるため賛成した。
ルイーズとフィリップの相性は悪く、ルイーズは家父長的な夫の束縛から逃れてウィーン宮廷で贅沢三昧の生活を送った。1880年、ルイーズは妹のステファニーとオーストリア皇太子ルドルフの結婚をお膳立てしている。
1895年、ルイーズはオーストリア陸軍中尉でクロアチア駐在の連隊に所属するゲーザ・フォン・マッタチチュ（Geza von Mattachich, 1868年 - 1923年）と、ウィーンのプラーター公園で知り合い、この若い青年士官と恋仲になった。マッタチチュはオスカー・フォン・ケグレヴィチ＝ブツィンというクロアチア人伯爵の継息子だった。1897年、ルイーズは娘のドロテアを連れてマッタチチュとともに駆け落ちし、この出奔事件はウィーン中を震撼させる大スキャンダルとなった。
ルイーズとマッタチチュは最初はパリ、続いてカンヌを訪れ、南フランスやその他の地域を転々とした。息子レオポルトは父の勘当を恐れて母には同行せず、娘ドロテアも許嫁のシュレースヴィヒ＝ホルシュタイン公エルンスト・ギュンターの説得を受けて母親の元を離れた。1898年、夫のフィリップはマッタチチュと決闘し、負傷した。
父親、夫、子供たちと絶縁状態になったルイーズは、贅沢な暮しを続けて膨大な借金を作った。当時のヨーロッパで最も裕福な君主を父に持ちながら、ルイーズは破産し、1898年5月から6年間のあいだ禁治産者用の施設に収容されていた。この破産のきっかけとなったのは、マッタチチュが250万ドル相当の宝石類購入のための約束手形に、ルイーズの妹のステファニー元皇太子妃がサインをしたように見せかけて署名を付けたことが明るみに出たためだった。マッタチチュは文書偽造の罪に問われ、4年間服役した。出所後、マッタチチュはルイーズを施設から救い出し、二人はパリで一緒に暮らした。ルイーズとフィリップの離婚は1906年1月15日に成立している。
1923年にマッタチチュが死ぬと、ルイーズは従弟のベルギー王アルベール1世の妃エリザベートから家を与えられ、翌年に死んだ。

## 子女
夫フィリップとの間に1男1女をもうけた。
- レオポルト・クレメンス・フィリップ・アウグスト・マリア（1878年 - 1916年）
- ドロテア・マリア・ヘンリエッテ・アウグステ・ルイーゼ（1881年 - 1967年） - 1898年、シュレースヴィヒ＝ホルシュタイン公エルンスト・ギュンターと結婚